# James Hull
James Hull (Sydney, 23 de Abril de 1852 — Sydney, 9 de Setembro de 1961) foi um centenário australiano. Foi Decano da Humanidade de 10 de Fevereiro de 1961 até a data de seu falecimenbto, aos 109 anos e 139 dias. Sucedeu-lhe no título a sueca Lovisa Svensson, de 107 anos de idade.